# 측지계
측지계(測地系, 영어: geodetic system) 또는 측지기준계(測地基準系, 영어: geodetic reference system)는 지구상의 위치를 측지 좌표계나 지구중심 좌표계로 명확히 나타내기 위한 전지구적 기준틀 체계를 말한다. 여기에 쓰이는 기하학적 매개 변수 및 그 집합을 데이텀(datum)이라고 한다. 데이텀은 측지학, 항법, 측량, 지리 정보 시스템, 원격탐사, 지도학 등 공간적 위치를 기반으로 하는 모든 기술이나 기법에 있어 필수적이다.
수평 데이텀(horizontal datum)은 위도-경도 등 좌표계 상에서 지구 표면 상의 수평적 위치를 측정하기 위한 것이고, 수직 데이텀(vertical datum)은 평균 해발 고도(MSL) 같은 표준 원점을 기준으로 수직적 위치(고도나 심도)를 측정하기 위한 것이다. 3차원 데이텀으로 이를 통합하여 표현할 수도 있다.

## 같이 보기
- GPS